# Bursjön (Arnäs socken, Ångermanland)
Bursjön är en sjö i Örnsköldsviks kommun i Ångermanland och ingår i Idbyåns huvudavrinningsområde. Sjön är 10,5 meter djup, har en yta på 0,303 kvadratkilometer och är belägen 90 meter över havet. Sjön avvattnas av vattendraget Täftån.

## Delavrinningsområde
Bursjön ingår i det delavrinningsområde (704041-165408) som SMHI kallar för Utloppet av Bursjön. Medelhöjden är 165 meter över havet och ytan är 10,24 kvadratkilometer. Det finns ett avrinningsområde uppströms, och räknas det in blir den ackumulerade arean 21,11 kvadratkilometer. Täftån som avvattnar avrinningsområdet har biflödesordning 2, vilket innebär att vattnet flödar genom totalt 2 vattendrag innan det når havet efter 21 kilometer. Avrinningsområdet består mestadels av skog (82 procent). Avrinningsområdet har 0,3 kvadratkilometer vattenytor vilket ger det en sjöprocent på 2,9 procent.